# Międzynarodowy Dzień Zerowej Tolerancji dla Okaleczania Żeńskich Narządów Płciowych

Rozpowszechnienie klitoridektomii (obrzezania kobiet) w różnych regionach Afryki.

Międzynarodowy Dzień Zerowej Tolerancji dla Okaleczania Żeńskich Narządów Płciowych (ang. International Day of Zero Tolerance to Female Genital Mutilation) – święto obchodzone corocznie od 2003 w dniu 6 lutego, z inicjatywy pierwszej damy Nigerii Stelli Obasanjo (pełniła tę funkcję w latach 1999–2005), proklamowane przez Światową Organizację Zdrowia (WHO) w 2006 roku.
Celem obchodów jest podniesienie świadomości na temat brutalnego, zagrażającemu zdrowiu i życiu, rytuału obrzezania kobiet (ang. female genital mutilation, FGM), funkcjonującego głównie w państwach Afryki zwrócenie uwagi na potrzebę wspierania podmiotów społeczeństwa obywatelskiego, a w szczególności organizacji kobiet pracujących w obrębie swoich społeczności na rzecz położenia kresu przemocy wobec kobiet i podjęcie zdecydowanych działań w celu zwalczania tej nielegalnej praktyki. Szacuje się, że ok. 40 mln dziewczynek i kobiet, a ponad 3 miliony dziewcząt każdego roku jest zagrożonych tym aktem przemocy. 
Obrzezanie kobiet zostało uznane za szkodliwą praktykę i łamanie praw człowieka wobec dziewcząt i kobiet. WHO zobowiązała się do zniesienia okaleczania żeńskich narządów płciowych w ramach pokoleń i koncentruje się m.in. na doradztwie dla pracowników służby zdrowia i systemów opieki zdrowotnej. Na 61. sesji Światowego Zgromadzenia WHO (19–24 maja 2008), przedstawiciele organizacji wezwali państwa członkowskie do większego zaangażowania w walce z tym procederem i przyspieszenia działań na rzecz eliminacji praktyk okaleczania żeńskich narządów płciowych za pomocą ustaw i wysiłków edukacyjnych oraz udziału społeczności.
Do działań zmierzających do wyeliminowania zakazanych praktyk włączyła się również Unia Europejska: 24 marca 2009 Parlament Europejski ogłosił rezolucję [P6_TA(2009)0161] w sprawie walki z okaleczaniem żeńskich narządów płciowych praktykowanym w UE w której m.in. zdecydowanie potępia okaleczanie żeńskich narządów płciowych jako łamanie podstawowych praw człowieka, a także jako brutalne naruszenie integralności i osobowości kobiet i dziewcząt i w związku z tym uważa te praktyki za poważne przestępstwo z punktu widzenia społeczeństwa. Kolejno rezolucja z 14 czerwca 2012 [2012/2684(RSP)] dotyczyła  położenia kresu tym praktykom.
Parlament zwrócił się m.in. do sekretarza generalnego ONZ o dopilnowanie, by wszystkie właściwe organizacje i organy ONZ, włączały ochronę i promowanie praw dziewcząt zakazujących okaleczania żeńskich narządów płciowych do programów krajowych, w stosownych przypadkach i zgodnie z priorytetami narodowymi, w celu dalszego zwiększenia ich wysiłków w tej kwestii. Nalega także, by Komisja Europejska uznała za priorytet położenie kresu przemocy wobec kobiet i dziewcząt oraz by poprzez przeznaczenie odpowiednich środków finansowych wspierała ukierunkowane i innowacyjne programy w UE i w krajach trzecich. Zaapelował również do państw członkowskich o podjęcie zdecydowanych działań w celu zwalczania tej nielegalnej praktyki.